# Severino Nardozzi
Severino Nardozzi (ur. 4 czerwca 1946 roku w Rzymie) – włoski kierowca wyścigowy.

## Kariera
Nardozzi rozpoczął karierę w wyścigach samochodowych w 1983 roku od startów we Włoskiej Formule 2000, gdzie jednak nie był klasyfikowany. W późniejszych latach pojawiał się także w stawce Włoskiej Formuły 3, Formuły 3000, Brytyjskiej Formuły 2, IMSA World Sports Car Championship, Trofeo Abarth 500 Italia, Green Scout Cup oraz Campione Italiano Energie Alternative - BRC Green Hybrid Cup Serie Internazionale.
W Formule 3000 Włoch startował w latach 1993-1995. Jednak w żadnym z trzynastu wyścigów, w których wystartował, nie zdołał zdobyć punktów.